# The Twins (syntgrupp)
The Twins är en tysk syntgrupp, bildad 1980 av Ronny Schreinzer och Sven Dohrow i Berlin.  De är mest kända för låtar som Face to Face och Ballet Dancer. Den 25 februari 2005 firade duon 25-årsjubileum på Trägårn i Göteborg. Denna konsert släpptes både på CD och DVD. 

## Diskografi

### Album
- 1981 – Passion Factory
- 1982 – Modern Lifestyle
- 1983 – A Wild Romance (#30 Tyskland #14 Schweiz)
- 1984 – Until the End of Time
- 1986 – Hold on to Your Dreams
- 1993 – The Impossible Dream
- 2005 – Live in Sweden
- 2018 – Living for the Future

### Singlar
- 1980 – "Runaway"
- 1981 – "The Desert Place"
- 1982 – "Birds and Dogs"
- 1982 – "Face to Face – Heart to Heart" (#5 Italien)
- 1983 – "Not the Loving Kind" (#9 Italien #18 Österrike)
- 1983 – "Ballet Dancer" (#19 Tyskland #10 Schweiz #3 Italien)
- 1984 – "Love System" (#27 Tyskland)
- 1985 – "The Game of Chance"
- 1985 – "Deep Within My Heart"
- 1985 – "Love in the Dark" (#55 Tyskland)
- 1987 – "Time Will Tell"
- 1988 – "One Day"
- 1992 – "Not the Loving Kind" (Remix)
- 1993 – "Ballet Dancer" (Remix)
- 1993 – "Tonight" (#80 Tyskland)
- 1994 – "Love is Blind"
- 2006 – "Ballet Dancer" (Latino Mix)

### Samlingsalbum
- 1992 – The Classics – Remixed
- 1994 — 12 Classics
- 1998 – Ballet Dancer
- 2006 – 12" Classics and Rare Tracks
- 2008 – Singles Collection